# SUSTAINABILITY
『SUSTAINABILITY』（サステイナブリー）は、日本のバンド　ボサノバカサノバが2004年12月16日にリリースした8枚目のアルバム(ベスト盤)である。

## 収録曲
1. 花
2. 恋のゆくえ
3. Lady LAYLA
4. 涙のノーマ・ジーン
5. Be Happy
6. 涙がこぼれる夜だから
7. ROUTE 246
8. For Your Love
9. 花を買って帰ろう
10. It's Only You,That I Love
11. ひとりじゃない
12. 針のない時計
13. 夜桜
14. 海の見える放送局
15. PRAY FOR THE PEACE